# MC-riddarna
MC-riddarna (engelska: Knightriders) är en amerikansk långfilm från 1981 i regi av George A. Romero, med Ed Harris, Gary Lahti, Tom Savini och Amy Ingersoll i rollerna.

## Handling
Billy (Ed Harris) leder en grupp av motorcykelåkare som genomför tornerspel på sina maskiner. Morgan (Tom Savini) börjar snart göra uppror mot Billys ledarskap.

## Rollista
| Ed Harris         | – Billy       |
| Gary Lahti        | – Alan        |
| Tom Savini        | – Morgan      |
| Amy Ingersoll     | – Linet       |
| Patricia Tallman  | – Julie       |
| Christine Forrest | – Angie       |
| Warner Shook      | – Pippin      |
| Brother Blue      | – Merlin      |
| Cynthia Adler     | – Rocky       |
| John Amplas       | – Whiteface   |
| Don Berry         | – Bagman      |
| Amanda Davies     | – Sheila      |
| Martin Ferrero    | – Bontempi    |
| Ken Foree         | – Little John |
| Ken Hixon         | – Steve       |